# Linda Keough
Pour les articles homonymes, voir Keough.
Linda Keough-Staines (née le 28 décembre 1963 à Hackney) est une athlète britannique spécialiste du 400 mètres.
Elle est mariée à l'athlète Gary Staines. 

## Carrière

### Palmarès
| Date | Compétition           | Lieu      | Résultat | Épreuve               | Performance   |
| ---- | --------------------- | --------- | -------- | --------------------- | ------------- |
| 1990 | Championnats d'Europe | Split     | 5e       | 400 mètres            | 51 s 22       |
| 1990 | Championnats d'Europe | Split     | 3e       | Relais 4 × 400 mètres | 3 min 24 s 78 |
| 1990 | Jeux du Commonwealth  | Auckland  | 2e       | 400 mètres            | 51 s 63       |
| 1993 | Championnats du monde | Stuttgart | 3e       | Relais 4 × 400 mètres | 3 min 23 s 41 |

### Records
| Épreuve    | Performance   | Lieu    | Date          |
| ---------- | ------------- | ------- | ------------- |
| 400 mètres | 50 s 89       | Tokyo   | 26 août 1991  |
| 800 mètres | 2 min 01 s 82 | Cologne | 1er août 1993 |